# 深裂龙胆
深裂龙胆（学名：Gentiana damyonensis）为龙胆科龙胆属的植物。分布于缅甸东北部以及中国大陆的 西藏自治区、云南省、四川省等地，生长于海拔3,700米至5,200米的地区，多生长于草地、高山石质山坡或矮杜鹃灌丛中，目前尚未由人工引种栽培。